# Csányi Péter
Csányi Péter (Budapest, 1985 –) az OTP Bank Nyrt. vezérigazgatója, Csányi Sándor bankár fia. 

## Életpályája
Csányi Sándor öt gyermeke közül másodikként született. 2006-ban a londoni City University gazdaságtudományi szakán diplomázott, majd 2007-ben a madridi IE Business Schoolban szerzett pénzügyi mesterdiplomát, majd 2015-ben az amerikai Northwestern Universityhez tartozó Kellogg School of Managementen Master of Business Administration (MBA) diplomát.
Az OTP Bank Digitális Divíziójának vezérigazgató-helyettese volt.  
Az OTP-nél 2025. május 1-én vette át hivatalosan a vezérigazgatói feladatokat édesapjától, Csányi Sándortól, aki a továbbiakban a cég igazgatóságának elnökeként folytatta munkáját.